# 임긍재
임긍재 (1918년 ~ 1962년)는 대한민국의 평론가, 언론인이다.

## 생애
1918년 황해도 연백에서 출생한 임긍재는 8·15 직후 문학이 이데올로기의 수단으로 쓰이는 것을 반대하고 휴머니즘에 바탕을 둔 문학을 내세웠다. 도쿄[東京]에 있는 주오대학[中央大學] 법문학부를 졸업하고, 8·15해방 후 서울대학교 예술대학 강사, 〈연합신문〉편집국장, 숙명여자대학교 강사, 이화여자대학교 초빙교수, 〈평화신문〉논설위원 등을 지냈다. 6·25전쟁 이후 보수 야당인 민주당에 가담해 활동했고, 부산에서 조병옥·박연희와 함께 〈자유세계〉를 펴냈으며, 서울로 돌아와서는 이 잡지의 이름을 〈신세계〉로 바꾸어 계속 펴냈다. 1947년 평론 〈호족(狐族)의 정체〉(민중일보, 1947. 7. 12)를 발표한 뒤, 〈백민〉에 평론 〈꿈과 문학〉(1947. 9)·〈문학과 연애의 문제〉(1948. 1)·〈문학과 현실〉(1948. 7) 등을 발표했다. 1948년 〈해동공론〉 3월호에 발표한 〈제3문학관의 정체-백철론〉에서 백철의 '신윤리 문학'이 문학정신의 본질을 밝혀주지는 못한다고 비판했다. 그밖에 평론 〈임화론〉(백민, 1948. 4)·〈정치주의 문학의 비문학성〉(백민, 1950. 3)·〈신인간주의 문학의 이론과 사적 배경〉(문화세계, 1953. 8) 등을 발표했다.

## 주요 작품
- 1953년 평론 제3문학관의 독소성
- 1953년 신인간주의문학의 이론과 배경
- 1954년 문학과 정치의식